# Bernadeta Banja
Marija Bernadeta Banja, madžarska katoliška redovnica, mučenka in blažena Katoliške cerkve, * 18. junija 1912, Veliki Grđevac, † 15. decembra 1941, Goražde.

## Češčenje
Skupaj z še štirimi drinskimi mučenkami je bila 24. septembra 2011 v Sarajevu razglašena za blaženo na sveti maši, ki jo je vodil papežev odposlanec, kardinal Angelo Amato, prefekt Kongregacije za zadeve svetnikov.